# Západní Německo
Západní Německo (německy Westdeutschland) je historické a neoficiální označení Spolkové republiky Německo (německy Bundesrepublik Deutschland) v období studené války, kdy bylo součástí západního bloku, zatímco východní část Německa oddělená železnou oponou byla součástí východního bloku.
Označuje se tak od svého vzniku 23. května 1949 po berlínské blokádě až do 3. října 1990, kdy došlo k oficiálnímu znovusjednocení Německa. Jeho (prozatímním) hlavním městem byl Bonn, retrospektivně je proto také označováno jako Bonnská republika.
Východní Německo se oficiálně nazývalo Německá demokratická republika (NDR). Uprostřed něho se nacházela exkláva Západní Berlín, která byla faktickou součástí Západního Německa.

## Název a zkratka
Stát se nazýval německy Bundesrepublik Deutschland, neoficiální zkratka BRD. Komunistický režim v Československu zavedl český název státu Německá spolková republika, se zkratkou NSR. Po znovusjednocení Německa jsou v českém prostředí používány pro označení Německa (Spolkové republiky Německo) zkratky SRN a NSR, zkratka NSR se již od poloviny devadesátých let přestala používat.

## Dějiny

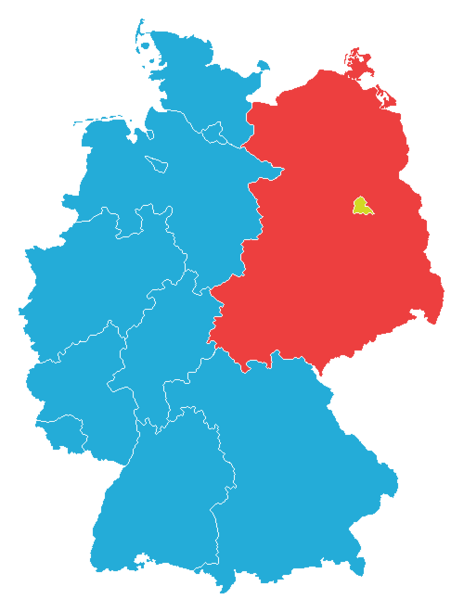
Západní Německo
Východní Německo
Západní Berlín

Federální republika vznikla během spojenecké okupace Německa po druhé světové válce z jedenácti států zformovaných na území třech spojeneckých okupačních zón, které držely Spojené státy, Velká Británie a Francie.
Na počátku studené války byla Evropa rozdělena na západní a východní blok. Německo bylo de facto rozděleno na dvě země a dvě zvláštní území, Sársko a rozdělený Berlín. Spolková republika Německo původně požadovala výhradní mandát pro celé Německo a považovala se za jediné demokraticky reorganizované pokračování Německé říše z let 1871–1945. Vycházelo z toho, že Německá demokratická republika (NDR) byla ilegálně ustaveným loutkovým státem. Přestože NDR pořádala pravidelné volby, nebyly ani svobodné, ani spravedlivé. Ze západoněmeckého pohledu proto byla NDR nezákonná.
Tři jihozápadní země západního Německa se v roce 1952 spojily a vytvořily Bádensko-Württembersko. Sársko se ke Spolkové republice Německo připojilo v roce 1957. Kromě výsledných deseti států byl Západní Berlín považován za de facto jedenáctý stát. Zatímco právně nebyl součástí Spolkové republiky Německo, protože Berlín byl pod kontrolou Spojenecké kontrolní rady, Západní Berlín se politicky se západním Německem spojil a byl zastoupen ve svých federálních institucích.
Základ pro dnešní vlivné postavení Německa byl položen během německého hospodářského zázraku (Wirtschaftswunder) v 50. letech, kdy se západní Německo přeměnilo z válkou zničené země na třetí největší ekonomiku na světě. První kancléř Konrad Adenauer, který zůstal ve funkci až do roku 1963, pracoval spíše na úplném příklonu k NATO než na neutralitě. Zajistil nejen členství v NATO, ale byl také zastáncem dohod, ze kterých se vyvinula dnešní Evropská unie. Když byla v roce 1975 založena skupina G6, nebylo pochyb o tom, zda se Německá spolková republika stane členem.
Po pádu komunistických režimů ve střední a východní Evropě v roce 1989, symbolizovaném otevřením berlínské zdi, došlo k rychlému posunu k opětovnému sjednocení Německa. Východní Německo hlasovalo v roce 1990 o rozpuštění a přistoupení ke Spolkové republice. Jeho pět poválečných států (Länder) bylo rekonstruováno společně se sjednoceným Berlínem, který ukončil svůj zvláštní status a vytvořil další spolkovou zemi. Formálně se ke Spolkové republice připojili 3. října 1990 a počet států se zvýšil z deseti na šestnáct, čímž bylo ukončeno rozdělení Německa. Sjednocení nevedlo ke vzniku nové země; místo toho byl tento proces v zásadě dobrovolným aktem o přistoupení, přičemž západní Německo bylo rozšířeno o další státy východního Německa, které přestalo existovat. Rozšířená Spolková republika si udržela západoněmeckou politickou kulturu a pokračovala ve svém stávajícím členství v mezinárodních organizacích, jakož i v západoevropské zahraniční politice a přidružení k západním aliancím, jako jsou OSN, NATO, OECD a Evropská unie.

## Spolkové země

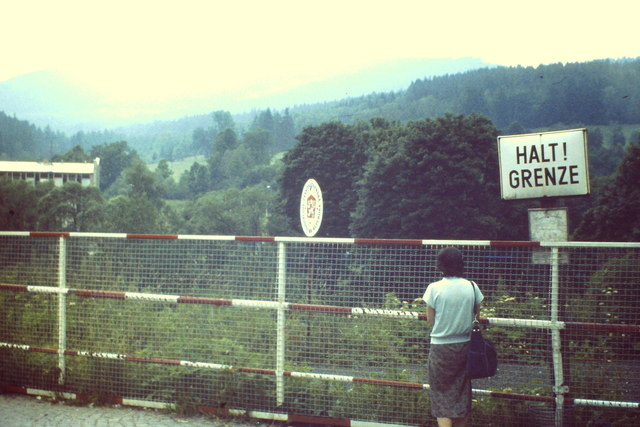
Hranice mezi Bavorskem a Československem (z německé strany) – fotografie z roku 1980.

| Číslo  | (staré) Spolkové země                        | Zemské hlavní město  | Rozloha (km²) |
| ------ | -------------------------------------------- | -------------------- | ------------- |
| 1      | Bádensko-Württembersko (od roku 1952)        | Stuttgart            | 35 752        |
|        | Württembersko-Bádensko (do roku 1952)        | Stuttgart            |               |
|        | Württembersko-Hohenzollernsko (do roku 1952) | Tübingen             |               |
|        | Bádensko (do roku 1952)                      | Freiburg im Breisgau |               |
| 2      | Svobodný stát Bavorsko                       | Mnichov              | 70 552        |
| 3      | Svobodné hanzovní město Brémy                | Brémy                | 404           |
| 4      | Svobodné a hanzovní město Hamburk            | Hamburk              | 755           |
| 5      | Hesensko                                     | Wiesbaden            | 21 115        |
| 6      | Dolní Sasko                                  | Hannover             | 47 387        |
| 7      | Severní Porýní-Vestfálsko                    | Düsseldorf           | 34 085        |
| 8      | Porýní-Falc                                  | Mohuč                | 19 853        |
| 9      | Šlesvicko-Holštýnsko                         | Kiel                 | 15 799        |
| 10     | Sársko (přistoupilo roku 1957)               | Saarbrücken          | 2 569         |
| Celkem |                                              |                      | 248 271       |

## Obyvatelstvo

### Vývoj počtu obyvatel
Celkový počet obyvatel podle Statistisches Bundesamt.
| Rok  | Populace   | Živě narození | Úmrtí   | Přirozená změna | Hrubá míra porodnosti (na 1000 obyv.) | Hrubá míra úmrtnosti (na 1000 obyv.) | Přirozená změna (na 1000 obyv.) | Plodnost |
| ---- | ---------- | ------------- | ------- | --------------- | ------------------------------------- | ------------------------------------ | ------------------------------- | -------- |
| 1946 |            | 732 998       | 588 331 | 144 667         | 15,9                                  | 12,7                                 | 3,2                             | 1,89     |
| 1947 |            | 781 421       | 574 628 | 206 793         | 16,6                                  | 12,2                                 | 4,4                             | 2,01     |
| 1948 |            | 806 074       | 515 092 | 290 982         | 16,7                                  | 10,6                                 | 6,1                             | 2,07     |
| 1949 |            | 832 803       | 517 194 | 315 609         | 16,9                                  | 10,5                                 | 6,4                             | 2,14     |
| 1950 | 50 958 000 | 812 835       | 528 747 | 284 088         | 16,3                                  | 10,6                                 | 5,7                             | 2,10     |
| 1951 | 51 435 000 | 795 608       | 543 897 | 251 711         | 15,7                                  | 10,8                                 | 4,9                             | 2,06     |
| 1952 | 51 864 000 | 799 080       | 545 963 | 253 117         | 15,7                                  | 10,7                                 | 5,0                             | 2,08     |
| 1953 | 52 454 000 | 796 096       | 578 027 | 218 069         | 15,5                                  | 11,3                                 | 4,2                             | 2,07     |
| 1954 | 52 943 000 | 816 028       | 555 459 | 260 569         | 15,7                                  | 10,7                                 | 5,0                             | 2,12     |
| 1955 | 53 512 000 | 820 128       | 581 872 | 238 256         | 15,7                                  | 11,1                                 | 4,6                             | 2,11     |
| 1956 | 53 340 000 | 855 887       | 599 413 | 256 474         | 16,1                                  | 11,3                                 | 4,8                             | 2,19     |
| 1957 | 54 064 000 | 892 228       | 615 016 | 277 212         | 16,6                                  | 11,5                                 | 5,1                             | 2,28     |
| 1958 | 54 719 000 | 904 465       | 597 305 | 307 160         | 16,7                                  | 11,0                                 | 5,7                             | 2,29     |
| 1959 | 55 257 000 | 951 942       | 605 504 | 346 438         | 17,3                                  | 11,0                                 | 6,3                             | 2,34     |
| 1960 | 55 958 000 | 968 629       | 642 962 | 325 667         | 17,4                                  | 11,6                                 | 5,8                             | 2,37     |
| 1961 | 56 589 000 | 1 012 687     | 627 561 | 385 126         | 18,0                                  | 11,2                                 | 6,8                             | 2,47     |
| 1962 | 57 247 000 | 1 018 552     | 644 819 | 373 733         | 17,9                                  | 11,3                                 | 6,6                             | 2,45     |
| 1963 | 57 865 000 | 1 054 123     | 673 069 | 381 054         | 18,4                                  | 11,7                                 | 6,7                             | 2,52     |
| 1964 | 58 587 000 | 1 065 437     | 644 128 | 421 309         | 18,3                                  | 11,1                                 | 7,2                             | 2,55     |
| 1965 | 59 297 000 | 1 044 328     | 677 628 | 366 700         | 17,8                                  | 11,6                                 | 6,2                             | 2,51     |
| 1966 | 59 793 000 | 1 050 345     | 686 321 | 364 024         | 17,8                                  | 11,6                                 | 6,2                             | 2,54     |
| 1967 | 59 948 000 | 1 019 459     | 687 349 | 332 110         | 17,2                                  | 11,6                                 | 5,6                             | 2,54     |
| 1968 | 60 463 000 | 969 825       | 734 048 | 235 777         | 16,3                                  | 12,3                                 | 4,0                             | 2,39     |
| 1969 | 61 195 000 | 903 456       | 744 360 | 159 096         | 15,0                                  | 12,4                                 | 2,6                             | 2,20     |
| 1970 | 61 001 000 | 810 808       | 734 843 | 75 965          | 13,4                                  | 12,1                                 | 1,3                             | 1,99     |
| 1971 | 61 503 000 | 778 526       | 730 670 | 47 856          | 12,7                                  | 11,9                                 | 0,8                             | 1,92     |
| 1972 | 61 809 000 | 701 214       | 731 264 | -30 050         | 11,3                                  | 11,8                                 | -0,5                            | 1,72     |
| 1973 | 62 101 000 | 635 663       | 731 028 | -95 395         | 10,3                                  | 11,8                                 | -1,5                            | 1,54     |
| 1974 | 61 991 000 | 626 373       | 727 511 | -101 138        | 10,1                                  | 11,7                                 | -1,6                            | 1,51     |
| 1975 | 61 645 000 | 600 512       | 749 260 | -148 748        | 9,7                                   | 12,1                                 | -2,4                            | 1,45     |
| 1976 | 61 442 000 | 602 851       | 733 140 | -130 289        | 9,8                                   | 11,9                                 | -2,1                            | 1,46     |
| 1977 | 61 353 000 | 582 344       | 704 922 | -122 578        | 9,5                                   | 11,5                                 | -2,0                            | 1,40     |
| 1978 | 61 322 000 | 576 468       | 723 218 | -146 750        | 9,4                                   | 11,8                                 | -2,4                            | 1,38     |
| 1979 | 61 439 000 | 581 984       | 711 732 | -129 748        | 9,5                                   | 11,6                                 | -2,1                            | 1,39     |
| 1980 | 61 658 000 | 620 657       | 714 117 | -93 460         | 10,1                                  | 11,6                                 | -1,5                            | 1,44     |
| 1981 | 61 713 000 | 624 557       | 722 192 | -97 635         | 10,1                                  | 11,7                                 | -1,6                            | 1,43     |
| 1982 | 61 546 000 | 621 173       | 715 857 | -94 684         | 10,1                                  | 11,6                                 | -1,5                            | 1,41     |
| 1983 | 61 307 000 | 594 177       | 718 337 | -124 160        | 9,7                                   | 11,7                                 | -2,0                            | 1,33     |
| 1984 | 61 049 000 | 584 157       | 696 118 | -111 961        | 9,5                                   | 11,4                                 | -1,9                            | 1,29     |
| 1985 | 61 020 000 | 586 155       | 704 296 | -118 141        | 9,6                                   | 11,6                                 | -2,0                            | 1,28     |
| 1986 | 61 140 000 | 625 963       | 701 890 | -118 141        | 10,3                                  | 11,5                                 | -1,2                            | 1,34     |
| 1987 | 61 238 000 | 642 010       | 687 419 | -45 409         | 10,5                                  | 11,3                                 | -0,8                            | 1,37     |
| 1988 | 61 715 000 | 677 259       | 687 516 | -10 257         | 11,0                                  | 11,2                                 | -0,2                            | 1,41     |
| 1989 | 62 679 000 | 681 537       | 697 730 | -16 193         | 11,0                                  | 11,2                                 | -0,2                            | 1,39     |
| 1990 | 63 726 000 | 727 199       | 713 335 | 13 864          | 11,5                                  | 11,3                                 | 0,2                             | 1,45     |

## Náboženství
Náboženská příslušnost v Západním Německu od 60. let klesala – u protestantů rychleji než u katolíků, tudíž římskokatolická církev v 70. letech předstihla EKD jako největší denominaci v zemi.
| Náboženství v NSR, 1970 | Náboženství v NSR, 1970 | Náboženství v NSR, 1970 | Náboženství v NSR, 1970 | Náboženství v NSR, 1970 |
| ----------------------- | ----------------------- | ----------------------- | ----------------------- | ----------------------- |
| Víra                    |                         |                         | Procent                 |                         |
| Protestantství EKD      | Protestantství EKD      |                         | 49 %                    | 49 %                    |
| Katolicismus            | Katolicismus            |                         | 44,6 %                  | 44,6 %                  |
| Nepřidruženi            | Nepřidruženi            |                         | 6,4 %                   | 6,4 %                   |

| Rok  | EKD protestanti [%] | Římští katolíci [%] | Muslimové [%] | Bez vyznání/jiné [%] |
| ---- | ------------------- | ------------------- | ------------- | -------------------- |
| 1950 | 50,6                | 45,8                | –             | 3,6                  |
| 1961 | 51,1                | 45,5                | –             | 3,5                  |
| 1970 | 49,0                | 44,6                | 1,3           | 3,9                  |
| 1980 | 42,3                | 43,3                | –             | –                    |
| 1987 | 41,6                | 42,9                | 2,7           | 11,4                 |